# Purkarec
Purkarec (německy Burgholz) je vesnice, část města Hluboká nad Vltavou v okrese České Budějovice v Jihočeském kraji. Leží osm kilometrů severně od Hluboké nad Vltavou a přibližně deset kilometrů jižně od Týna nad Vltavou. Purkarec leží na březích Vltavy; pravobřežní (menší) části Purkarce se před likvidací tamních usedlostí, v důsledku zřízení Vodní nádrže Hněvkovice, říkalo Malá Strana. Na části katastrálního území Purkarec je evropsky významná lokalita a ptačí oblast Hlubocké obory. 

## Název
Název vsi je odvozen od jména Purkart nebo Pulkart, což bylo zřejmě jméno lokátora, který sem přivedl další osadníky. J. Mařík uvádí, že „dle listiny z r. 1368 byl Purkharcz založen od Purkarda z Janovic a na Vimperce, který se již před r. 1357 připomíná.“ A. Verbík pak odkazuje na historika Tomka, který uvádí, že první písemná zmínka o vesnici Purkharcz je z roku 1352.

## Historie

### Pravěk
Okolí Purkarce bylo osídleno jíž v pravěku. V nevelké vzdálenosti jsou hradiště Baba a Litoradlice. Nad pravým břehem Vltavy je hradiště Hradec. V dubnu 2007 byl na zalesněném svahu vrchu nad Purkarce objeven soubor 74 měděných žeber s příměsí olova ze starší doby bronzové. V okolí Purkarce jsou zachovaná mohylová pohřebiště ze střední doby bronzové a doby halštatské.

### Středověk
Při záchranném výzkumu byla v Purkarci odkryta část osady ze druhé poloviny 7. století (dvě polozemnice). Osada stála na jižním svahu, sklánějícím se k potoku Rachačka, těsně u jeho soutoku s Vltavou. Polozemnice měly plochu pouhých 9 m² a kryla je sedlová střecha. Byly nalezeny i fragmenty časně slovanské keramiky s výzdobou rytou hřebenovým nástrojem. Vesnice vznikla ve středověku během kolonizace hvozdu severně od královského hradu Hluboká. Karel IV. v této oblasti založil hrad Karlův hrádek (archeologický výzkum, který byl v této lokalitě proveden v letech 2019 a 2021 však zjistil, že hrad byl založen už ve druhé polovině třináctého století). Blízko něj je zmiňováno větší sídlo (téměř jistě dnešní Purkarec). Podle písemných pramenů bylo městečko Purkarec oficiálně založeno v roce 1352; je však pravděpodobné (například podle popisu osídlení okolí Karlova hrádku v historických listinách), že sídlo existovalo již dříve. Zdejší kostel sv. Jiří se stal farním kostelem v roce 1364. Prvním farářem se stal Žibřid z Netolic. Do purkarecké farnosti patřilo ve středověku i Zahájí, Mydlovary a Olešník. Správu městečka zajišťovali konšelé a rychtář. V lednu 1377 král Václav IV. udělil svému kuchaři a čeledínovi Kundovi lán pozemku v Purkarci, lán pozemku v Jeznici a opuštěný mlýn pod Jeznicí (pozdější Buzkov) s tím, že se tam on a jeho dědicové budou starat o lesy. V roce 1454 sídlil v Purkarci na lovčím a svobodnickém dvorci Jan, lovčí z Purkarce, roku 1490 Petr, lovčí z Purkarce, roku 1598 byl majitelem tohoto dvorce Bohuslav z Bejšovce (Bejšova), roku 1608 Jetřich Malovec z Malovic, roku 1614 Klíma, později Tomáš Baka z Křesína a Tomáš Janát ze Dřítně. Lovčí a svobodnický dvůr, také rychtářství, byl na místě, kde je dnes dům Purkarec č. 7 a kde se říká u Janátů. Byla to jednopatrová gotická budova z drobného kamene, která se dochovala až do roku 1880, kdy byla od základu přestavěna. Purkarecký lovčí měl ve svém obvodu hájenství v Municích, Zlatěšovicích, Velicích a v Jeznici.  rozvoj městečka však nepokračoval a podle urbáře z roku 1490 se Purkarec, který byl formálně městečkem, svou velikostí příliš nelišil od sousedních vesnic.

#### Rychtářství Purkarec
Obvod purkarecké rychty, která byla součástí hlubockého panství, byl koncem 15. století velký. V roce 1490, kdy purkareckého rychtáře dělal hajný Jan z Munic, který nesídlil v Purkarci, patřilo pod purkarecké rychtářství městečko Purkarec, Velice, Olešník, Munice, Chlumec, Bavorovice, Hosín, Chotýčany, Libnič, Dobřejovice, Jeznice, Poněšice, Vlkov, Všechlapy (zanikly), Mydlovary, Zlatěšovice (zanikly), Zliv, městečko Podhradí (dnes Hluboká nad Vltavou), Křesín, a rybáři na řece Vltavě. Zřejmě se zde vykonávalo i tzv. hrdelní právo, protože zde existuje místo, kterému se říkalo Na Šibeničním vrchu (vpravo od silnice z Purkarce do Chlumce, východně od vrchu Strážiště). V urbáři z roku 1490 se uvádí i „biřická čtvrť“;

### Novověk
Již v 16. století část místního obyvatelstva tvořili lesní dělníci a voraři (plavci). Po třicetileté válce zůstalo devět z třiceti purkareckých usedlostí pustých. Do roku 1848, kdy byla tato instituce zrušena, zůstával Purkarec sídlem rychty, do jejíhož obvodu tehdy patřil Buzkov, Jeznice a Jaroslavice. Posledním purkareckým rychtářem byl Antonín Rys (Kubík) z čp. 18. S rychtářstvím byla spojena i hospoda.

### 20. století
V letech 1902–2013 zde byla pošta. V první světové válce padlo 24 občanů z Purkarce, jejich jména jsou na pomníku obětí první a druhé světové války  K elektrifikaci Purkarce došlo v roce 1930. V noci z 2. na 3. července 1944 byl u Purkarce vysazen paradesantní výsadek vyslaný během druhé světové války z Anglie na území Protektorátu Čechy a Morava. Byl organizován zpravodajským odborem exilového Ministerstva národní obrany a řazen byl do třetí vlny výsadků. Krycí název výsadku byl Operace Glucinium. Koncem srpna 1944 byl za pomoc parašutistům zatčen hajný Josef Rybák, dále jeho manželka Terezie a lesní dělník Vojtěch Ambrož; všichni tři v koncentračních táborech zahynuli. V roce 1975 byla pro spojení s purkareckou Malou Stranou vybudována lávka pro pěší a pro jednosměrný průjezd osobních automobilů.

#### Částečná likvidace Purkarce
Usnesením vlády ČSSR č. 221/78 ze dne 7. září 1978 a usnesením vlády ČSR č. 300/78 ze dne 18. října 1978 bylo rozhodnuto o vzedmutí hladiny Vltavy  vodní nádrží Hněvkovice pro potřeby plánované jaderné elektrárny Temelín. Realizace záměru měla za následek zánik  Jaroslavic, Buzkova, celého Purkarce na pravém břehu (purkarecké Malé Strany), velké části Purkarce na levém břehu a lávky. Zanikla přitom i kulturní památka – venkovská usedlost z roku 1837 postavená ve stylu selského baroka (Purkarec čp. 50).

## Obyvatelstvo
|           | 1869 | 1880 | 1890 | 1900 | 1910 | 1921 | 1930 | 1950 | 1961 | 1970 | 1980 | 1991 | 2001 | 2011 | 2021 |
| --------- | ---- | ---- | ---- | ---- | ---- | ---- | ---- | ---- | ---- | ---- | ---- | ---- | ---- | ---- | ---- |
| Obyvatelé | 575  | 682  | 704  | 661  | 667  | 653  | 572  | 385  | 344  | 281  | 243  | 194  | 150  | 155  | 169  |
| Domy      | 56   | 65   | 67   | 68   | 81   | 87   | 93   | 115  | 86   | 83   | 75   | 49   | 59   | 61   | 71   |

## Obecní správa
Při sčítání lidu v letech 1850–1985 Purkarec byl samostatnou obcí, se kterým patřil nejprve do okresu České Budějovice, ale v roce 1950 v okrese Týn nad Vltavou a od roku 1960 opět v okrese České Budějovice. Od 1. července 1985 je částí města Hluboká nad Vltavou v okrese České Budějovice. Od 1. dubna 1976 do 30. června 1985 k obci patřily Buzkov a Jeznice.

## Doprava
Přes Purkarec vede silnice III. třídy 12221 a cyklotrasa č. 1079 Hluboká nad Vltavou – Týn nad Vltavou, která je součástí Vltavské cyklistické cesty. V Purkarci je přívoz a přístaviště pro osobní lodní dopravu a malá plavidla

## Spolková činnost
V roce 1897 zahájil v Purkarci činnost Záložní a spořitelní spolek v Purkarci. Do spádového obvodu spolku patřily obce Purkarec, Chlumec, Nová Ves, Jeznice, Jaroslavice, Kostelec a Líšnice. Koncem roku 1912 měl tento spolek 64 členů. V roce 1898 vznikl v obci Sbor dobrovolných hasičů, původně se třiceti členy. Sbor si pořídil z finančních prostředků nadace Josefa Svobody moderní hasičskou stříkačku za 1 130 zlatých. V dubnu 1902 byl v Purkarci založen spolek vzájemně se podporujících plavců, rybářů a pobřežných Vltavan.

### Spolek Vltavan Purkarec
Historie purkareckého spolku Vltavan sahá do dubna 1902 (viz kap. Historie). Spolek je od 20. února 1992 registrován pod názvem Spolek Vltavan Purkarec. Při slavnostních příležitostech oblékají členové spolku kroj, který napodobuje uniformu francouzského válečného námořnictva z roku 1848. Pánský stejnokroj se skládá z červenobíle pruhované košile, černého saka, červené šerpy, černé vázanky, tmavomodré nebo černé čepice se štítkem (kšiltem) a bílých kalhot. Ženy nosí červenobíle pruhované košile, červené šerpy, černé vázanky a bílé skládané sukně. Spolek provozuje malé muzeum. Dne 8. září 2016 byl Seznam nemateriálních statků tradiční lidové kultury Jihočeského kraje doplněn o Vltavan Purkarec – tradice voroplavby.

## Pamětihodnosti
- Raně gotický farní kostel svatého Jiří, v 19. století upravován. Věž kostela v novorománském slohu byla postavena v roce 1879,[28] předtím měl kostel zvonici dřevěnou. Peníze na stavbu zděné věže věnoval ve své závěti spořivý domkář Josef Svoboda
- Poutní kaple svaté Rozálie v Rachačkách z roku 1682, přestavěna v letech 1881–1882
- Karlshaus – zřícenina hradu ze 14. století
- Mohylník Na Kukli
- Mohylník Strážiště
- Venkovská usedlost čp. 29[29]
- Usedlost čp. 34 a 92[30]
- Dvě kapličky směrem k Jeznici
- Pomník obětí první a druhé světové války[13]
- Pomník purkareckých plavců z roku 1972[6]
- Srncův křížek[31][32]

## Osobnosti
- Josef Svoboda († 1847), zakladatel nadace Josefa Svobody, z dnes již zaniklého domku Purkarec č. 13, který byl dokladem původní lidové architektury a stával na tzv. purkarecké Skále.[3]
- Karel Horký (1879–1965), novinář a dramatik, jeho rodině patřil dům Purkarec č.17[3][33]
- Josef Rybák (1889–1944), zahynul v koncentračním táboře Terezín[34][35]
- Terezie Rybáková (1888–1945), zahynula v koncentračním  táboře Rovensbrück[35]
- Vojtěch Ambrož (1906–1945), zahynul v koncentračním táboře Dachau[35]
- JUC. Viktor Tupý (1907–1942), zastřelen za Heydrichiády[13]
- Marie Tupá 1912–1942), zástupce ředitele školy v Purkarci, zastřelena za Heydrichiády[13]
- Jiří Hájíček (* 1967), spisovatel, vyrůstal zde

## Zajímavosti
- V roce 1815 navštívil Purkarec při svém pobytu na Hluboké ruský car Alexandr I.[6] Projížďku cara a jeho doprovodu po Vltavě u Purkarce zachytil na svém obraze malíř Ferdinand Runk.[36]
- V devatenáctém století místní vlastenecký farář František Kalina popularizoval mezi odbornou i laickou veřejností některé své romantické smyšlenky o Purkarci (zaniklý klášter atd.) jako historicky ověřená fakta.[3]

## Galerie

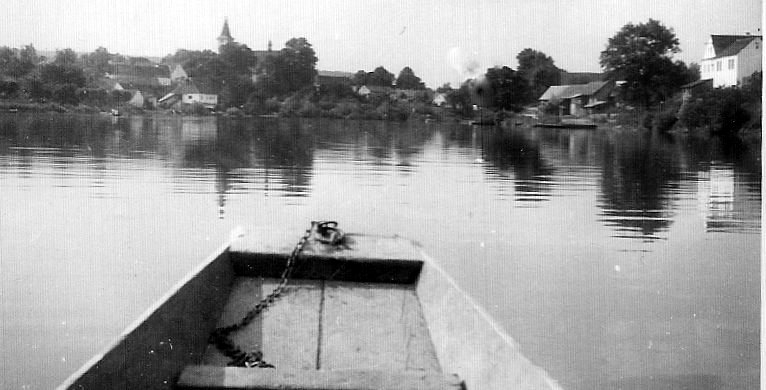
Purkarec v roce 1960, vpravo zaniklá Malá Strana
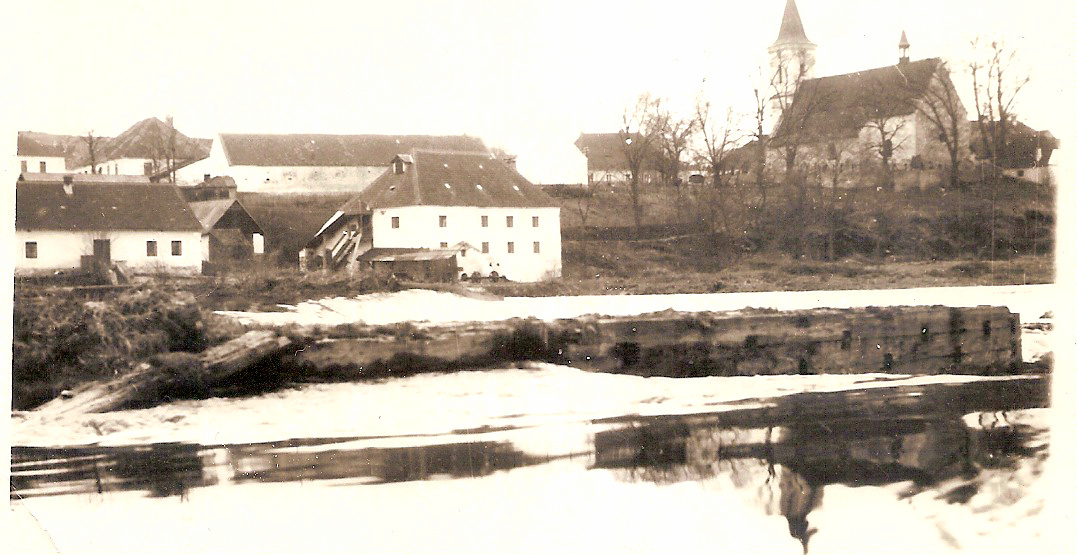
Purkarecký jez a Purkarec v roce 1960
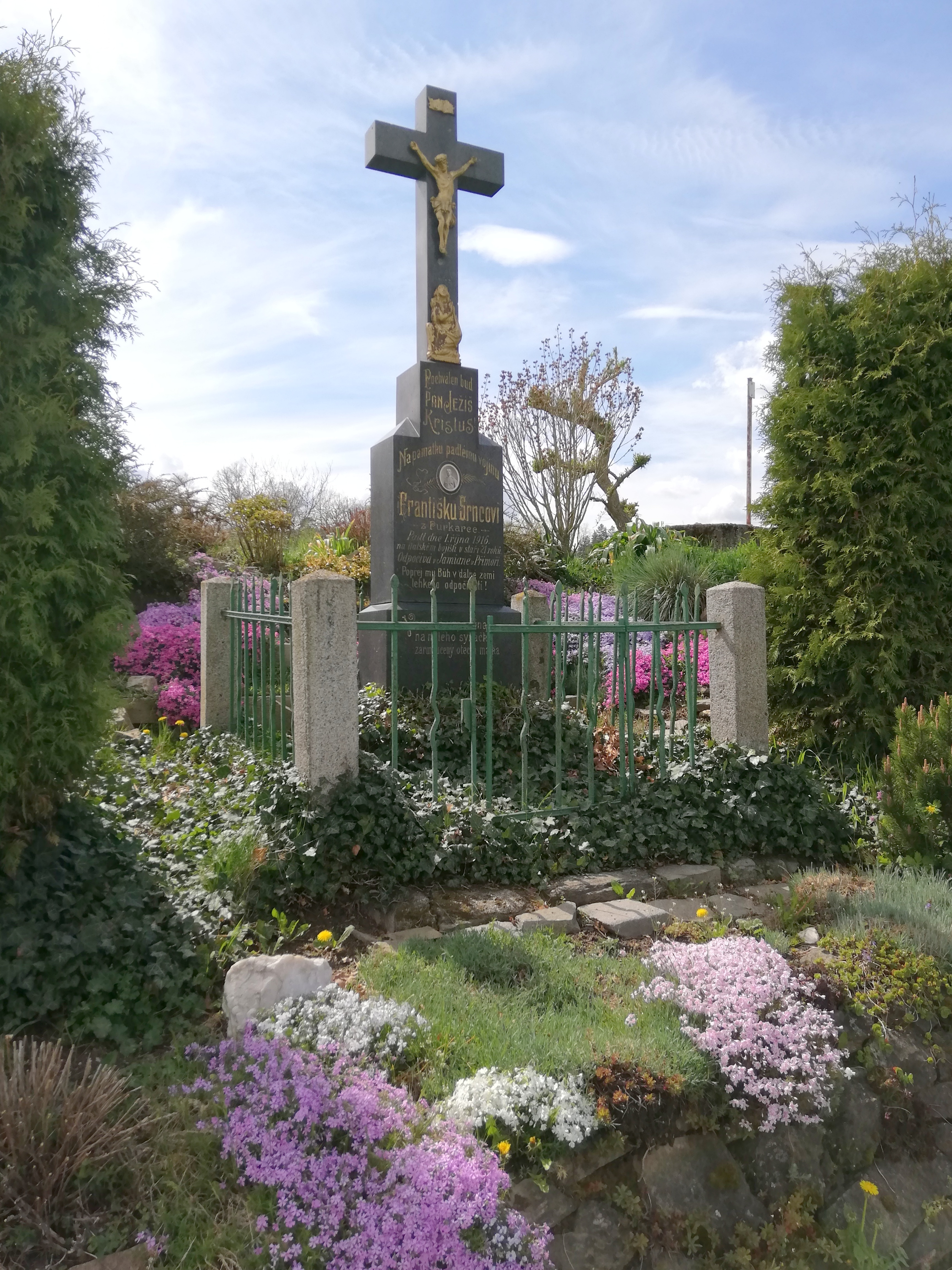
Srncův křížek
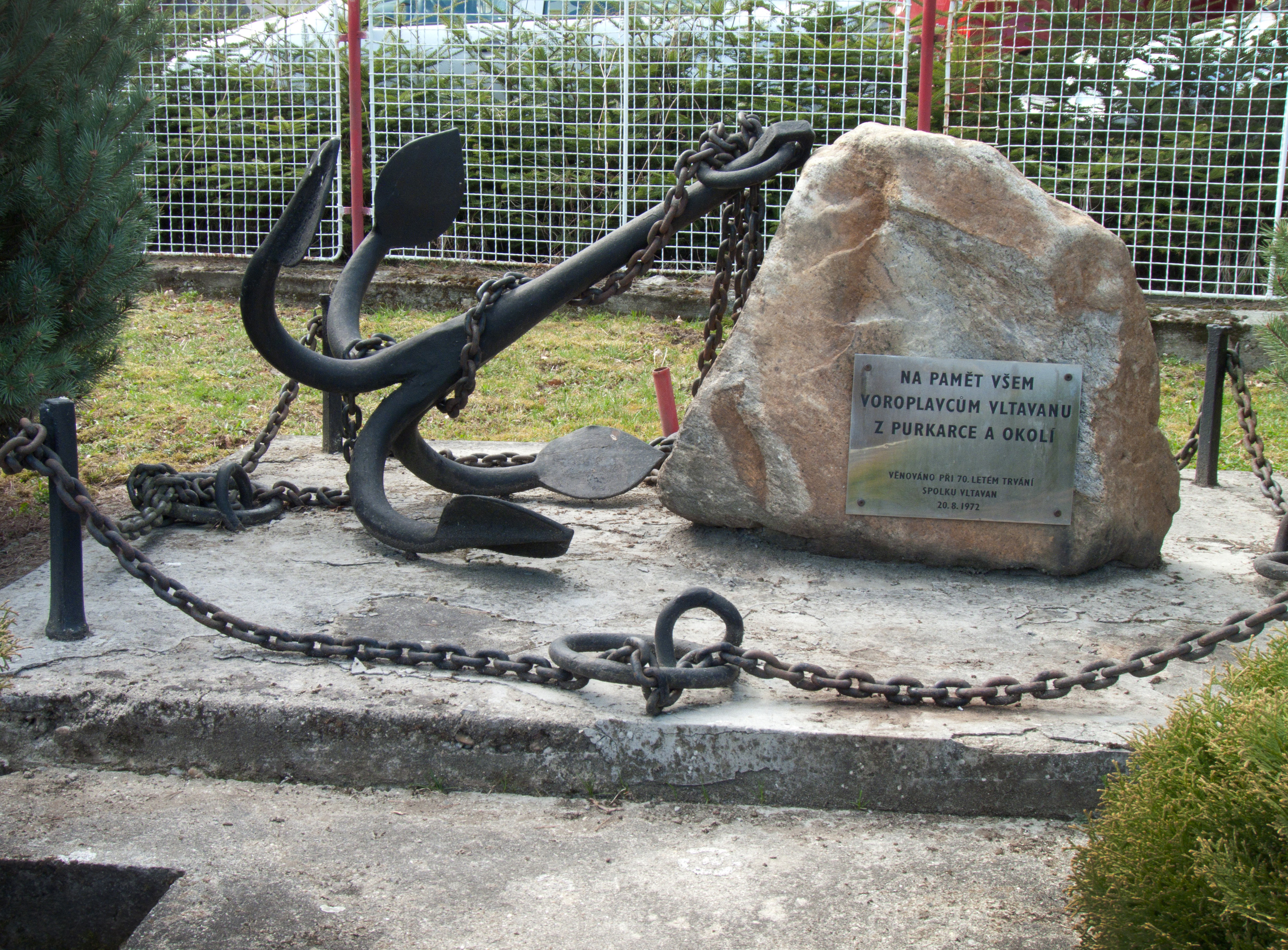
Památník vorařství
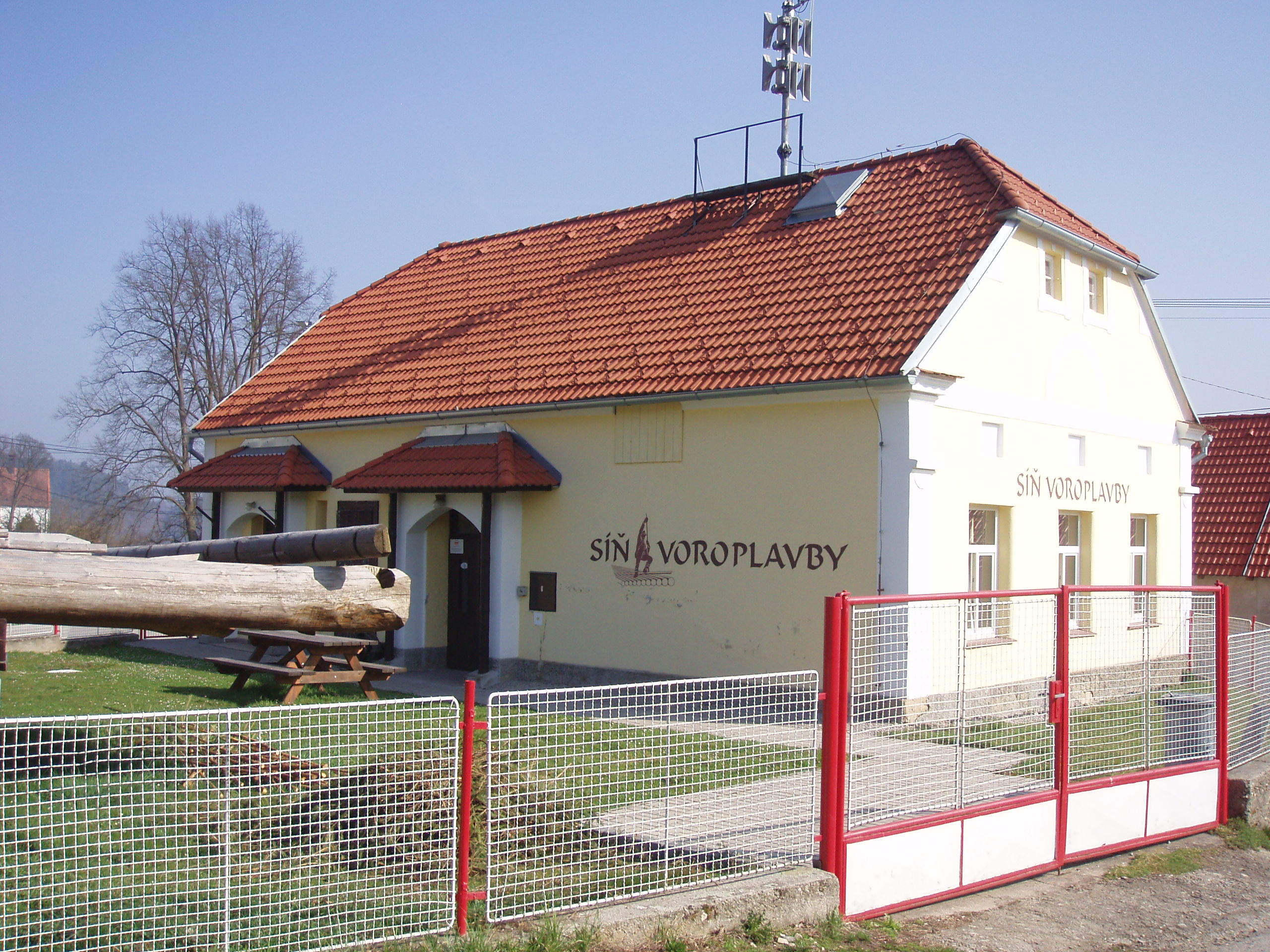
Pamětní síň voroplavby
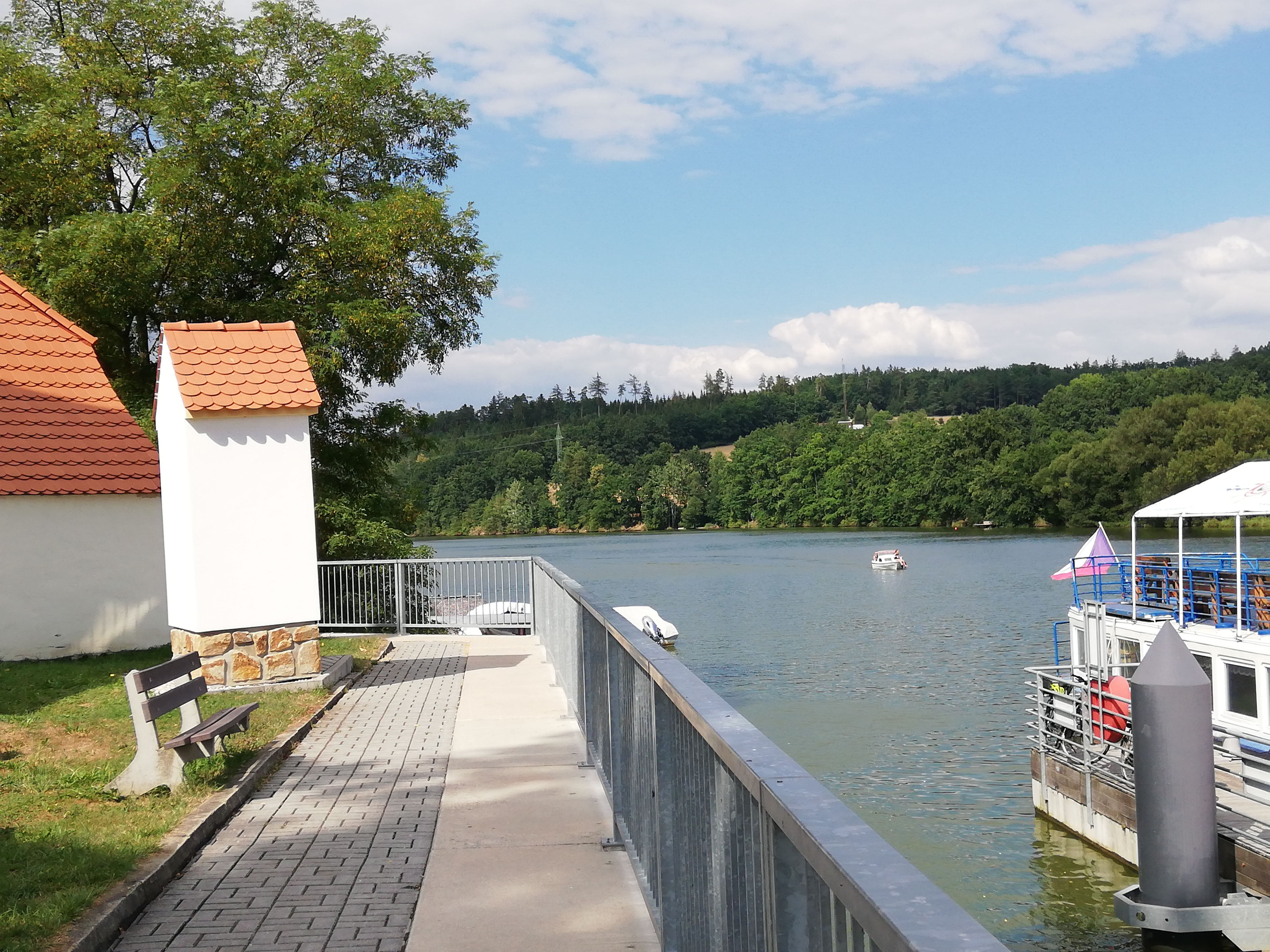
Ochoz okolo kostela
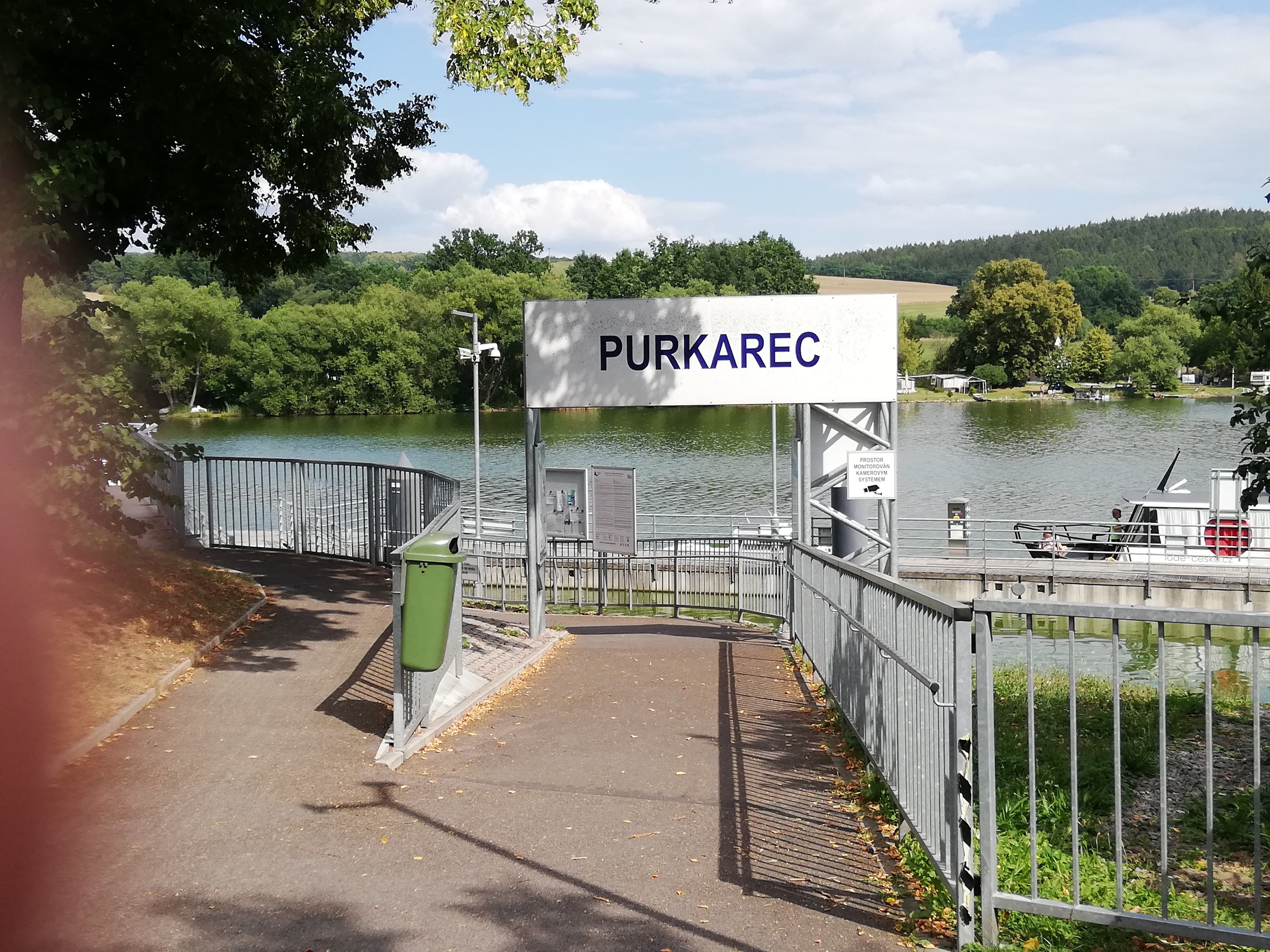
Přístaviště